# Théorie des machines tournantes
La théorie des machines tournantes forme une branche de la mécanique du solide, et plus particulièrement de la dynamique. Elle traite du comportement des masses en rotation, et trouve des applications aussi bien dans les moteurs et les réacteurs, que dans les pompes, les disques durs ou le calcul des fondations.

## Problématique
La théorie des machines tournantes considère essentiellement les vibrations engendrées par des arbres supportés par des roulements ou paliers et affectés par divers effets parasites. Ces vibrations dépendent de la structure du mécanisme. Tout défaut de construction ou d'assemblage est susceptible d'aggraver ces vibrations ou d'altérer leur signature (comme on le voit dans les instabilités de certaines turbomachines). Les vibrations provoquées par un déséquilibre sont l'un des principaux sujets de la théorie des machines tournantes : elles doivent être prises en compte dès la phase de conception. 
Lorsque la vitesse de rotation augmente, l’amplitude de vibration passe généralement par un maximum, qui caractérise la « pulsation critique. » Il existe en fait souvent plusieurs vitesses critiques successives, entre lesquelles l'amplitude des vibrations est beaucoup plus faible. Cette amplification provient fréquemment d'un déséquilibre des masses en rotation : cela se manifeste quotidiennement par la pratique de l'équilibrage des moteurs et des roues. L'amplitude critique peut avoir des conséquences catastrophiques.
Toutes les machines comportant des axes motorisés présentent une fréquence fondamentale de vibration, qui dépend de la répartition des masses en mouvement. La pulsation critique d'une machine tournante peut être interprétée comme la pulsation qui excite cette fréquence.
Pour limiter les effets du couplage de résonance, il est essentiel de répartir les masses de façon à éliminer les réactions transverses sur les arbres, et par là, les forces parasites. Lorsque la vitesse excite des vibrations de résonance, il se développe des efforts susceptibles d'entraîner la ruine du mécanisme. Afin d'éviter ce phénomène, on peut : ou bien éviter les vitesses critiques de rotation, ou les passer rapidement  en phase d'accélération ou de freinage. Faute de prendre ces précautions, on risque de ruiner la machine, de favoriser l'usure ou la ruine des composants, de provoquer un dommage irréparable, voire un accident de personnes.

## Méthodes
Sur tous les prototypes comportant des vitesses de rotation appréciables, les fréquences de résonance doivent être déterminées pour éviter les risques de couplage ; mais la dynamique détaillée des machines est difficile à modéliser et à interpréter. Les calculs se fondent généralement sur la définition de modèles analogiques simplifiés qui concentrent les caractéristiques de raideur et d'inertie des différents composants (modèles masses-ressorts). La résolution des équations est effectuée numériquement : méthode de Rayleigh–Ritz ou Méthode des éléments finis (MEF).

### Modélisation du système dynamique
Les équations du mouvement d'un arbre tournant à la vitesse angulaire constante Ω s'écrit, sous forme matricielle :
{\displaystyle {\begin{matrix}\mathbf {M} {\ddot {\mathbf {q} }}(t)+(\mathbf {C} +\mathbf {G} ){\dot {\mathbf {q} }}(t)+(\mathbf {K} +\mathbf {N} ){\mathbf {q} }(t)&=&\mathbf {f} (t)\\\end{matrix}}}
où :
M est la matrice de masse symétrique ;
C est la matrice symétrique d'amortissement ;
G est la matrice antisymétrique gyroscopique ;
K est la matrice de raideur symétrique des roulements ou du palier ;
N est la matrice gyroscopique de déflection ; elle permet d'introduire l'effet de forces centrifuges ;
q est le vecteur des coordonnées généralisées de l'arbre dans le repère inertiel ;
f est une fonction d'excitation, qui inclut généralement le déséquilibrage.
La matrice gyroscopique G est proportionnelle à la vitesse angulaire Ω.
La solution générale de ce système fait généralement intervenir des vecteurs propres complexes qui dépendent de la vitesse.
Les ingénieurs spécialisés dans ce domaine font usage du diagramme de Campbell pour représenter ces solutions.
Un aspect particulièrement intéressant de ces équations est le rôle des termes croisés (non-diagonaux) de la matrice de raideur : ils traduisent qu'une flexion provoque à la fois une réaction antagoniste pour compenser le chargement et une réaction dans le sens de la rotation. Si cette réaction est suffisamment importante pour compenser l'amortissement, l'arbre devient instable et il faut immédiatement le freiner pour éviter la ruine du mécanisme.
Les principaux coefficients intervenant dans le système dynamique peuvent également être déterminés par les techniques d'identification modale.

### Diagramme de Campbell

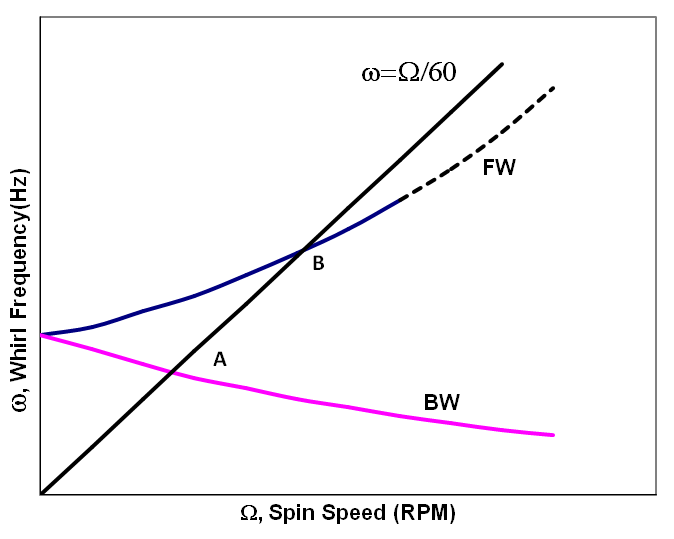
Diagramme de Campbell pour un seul arbre.

Le diagramme de Campbell, ou diagramme des fréquences d'interférence, représente l'évolution des pulsations propres en fonction de la vitesse de rotation. Le diagramme d'un arbre seul est représenté ci-contre. La courbe rose représente le mode « rotation inverse » (BW), et la courbe bleue le mode « rotation directe » (FW) : elles divergent à mesure que la pulsation augmente. Lorsque les pulsations propres sont égales à la pulsation de l'arbre Ω, aux points d'intersections A et B, l'amplitude des vibrations est maximum : c'est la pulsation critique.

## Historique
Le développement de la dynamique des vibrations est ponctué d'allers-retours entre théorie et pratique. 
C'est Rankine qui donna la première interprétation des vibrations des arbres tournants en 1869, mais son modèle s'est avéré inadéquat, puisqu'il prédisait que les pulsations supercritiques ne pouvaient être atteintes : or dès 1895, Dunkerley publiait des résultats d’expériences montrant comment il avait dépassé les pulsations de résonance. L'ingénieur suédois de Laval avait d'ailleurs poussé une turbine à vapeur au-delà de la pulsation critique en 1889.
August Föppl confirme l’existence de pulsations supercritiques stables en 1895, et Kerr démontre l'existence de pulsations critiques secondaires en 1916.
La mécanique des vibrations et la théorie des instabilités ont connu un développement spectaculaire dans l'Entre-deux guerres, notamment après l’accident de Tacoma Narrows ; elles culminent avec le modèle de Myklestad et de M. A. Prohl qui annonce la méthode des matrices de transfert ; toutefois c'est la méthode des éléments finis qui allait bouleverser la discipline.
La sophistication des algorithmes ne gomme pourtant pas les difficultés de l'analyse : selon Dara Childs, « la qualité des prévisions d'un code de calcul informatique dépend essentiellement de la validité du modèle analogique et du bon sens de l'analyste […] Les meilleurs algorithmes ne compenseront jamais les modèles incorrects ou le manque de jugement d'un ingénieur. »

## Sources
- Yves Rocard, Dynamique générale des vibrations, éd. Masson et Cie (1960), 442 p.
- Maurice Roseau, Vibrations des Systèmes Mécaniques : Méthodes analytiques et applications, Paris/New York/Barcelone, Masson, 1984, 486 p., 1vol. relié (ISBN 2-225-80205-X)
- Fr. Nelson, « A Review of the Origins and Current Status of Rotor Dynamics », Proc. of the International Federation for the Promotion of Mechanism and Machine Science (IFToMM), Sydney,‎ 2002.
- Mlaouhi Ibrahim, Théorie des machines tournantes Modélisation & Analyse, 2021 (ISBN 978-3-8416-3250-0 et 3-8416-3250-5, OCLC 1240326985, lire en ligne)